# Psaliodes tripita
Psaliodes tripita là một loài bướm đêm trong họ Geometridae.